# La Motte-du-Caire (tổng)
Tổng Motte-du-Caire là một tổng ở tỉnh Alpes-de-Haute-Provence trong vùng Provence-Alpes-Côte d'Azur.
Tổng này được tổ chức xung quanh La Motte-du-Caire ở quận Forcalquier. Độ cao từ 460 m (Valernes) đến 1 885 m (Valavoire) với độ cao trung bình là 701 m.

## Hành chính
| Giai đoạn | Ủy viên        | Đảng | Tư cách |
| --------- | -------------- | ---- | ------- |
| 2008-2014 | Marcel Clément | PS   |         |
| 2001-2008 | Marcel Clément | PS   |         |

## Các đơn vị hành chính
Tổng Motte-du-Caire gồm 13 xã với dân số 2 090 người (điều tra năm 1999, dân số không tính trùng)
| Xã                | Dân số | Mã bưu chính | Mã insee |
| ----------------- | ------ | ------------ | -------- |
| Le Caire          | 76     | 04250        | 04037    |
| Châteaufort       | 28     | 04250        | 04050    |
| Clamensane        | 131    | 04250        | 04057    |
| Claret            | 249    | 05110        | 04058    |
| Curbans           | 292    | 05110        | 04066    |
| Melve             | 114    | 04250        | 04118    |
| La Motte-du-Caire | 484    | 04250        | 04134    |
| Nibles            | 42     | 04250        | 04137    |
| Sigoyer           | 75     | 04200        | 04207    |
| Thèze             | 144    | 04200        | 04216    |
| Valavoire         | 27     | 04250        | 04228    |
| Valernes          | 231    | 04200        | 04231    |
| Vaumeilh          | 197    | 04200        | 04233    |

## Thông tin nhân khẩu
| 1962                                                     | 1968  | 1975  | 1982  | 1990  | 1999  |
| -------------------------------------------------------- | ----- | ----- | ----- | ----- | ----- |
| 1 382                                                    | 1 536 | 1 500 | 1 605 | 1 897 | 2 090 |
| Nombre retenu à partir de 1962 : dân số không tính trùng |       |       |       |       |       |